# Соколов Олег Аркадійович
Оле́г Арка́дійович Соколо́в (15 липня 1919 , Одеса, Херсонська губернія  — 18 травня 1990 , Одеса ) — український художник, поет, живописець і графік. Один із засновників «другого одеського авангарду», відомий експериментами в галузі абстрактного мистецтва, монотипії, барвомузики та «ізопоезії».
За словами самого Соколова, протягом життя він створив близько 14 000 робіт, однак наразі ідентифіковано та задокументовано лише приблизно 4000.

## Життєпис
Народився в родині інтелігентів, яка сприяла розвитку його творчих здібностей. Батько — Аркадій Семенович Соколов, походив із дворянського роду. Мати — Надія Вікторівна Соколова (у дівоцтві Вавуліна), була зі старообрядської родини. У 1935—1939 роках навчався в Одеському художньому училищі.
У 1940—1946 роках служив у Червоній армії, брав участь у Другій світовій війні, де був тяжко поранений. Після демобілізації продовжив навчання у Львівському інституті декоративно-ужиткового мистецтва (1947—1948), а згодом знову в Одеському художньому училищі, де його вчителем був Теофіл Фраєрман — представник одеської та паризької школи, знайомий із Руо, Шагалом, Матіссом. Працював художником на автоскладальному заводі та брав участь у діяльності Одеського товариства художників.
З 1955 року до кінця життя — науковий співробітник, згодом завідувач експозиції в Одеському музеї західного та східного мистецтва.
Був одружений з мистецтвознавицею Оленою Миколаївною Шелестовою. Мешкав у квартирі № 7 будинку № 6 на вулиці Митракова в Одесі.
Похований на Другому Християнському цвинтарі Одеси на ділянці № 106.

## Художній доробок
Соколов працював у різноманітних техніках — від графіки та колажів до оп-арту й абстрактного живопису. Його пошуки були тісно пов'язані з музикою, кольором та словом, що втілилося у створенні в 1967 році міжнародного клубу «Колір, музика, слово» імені Чюрльоніса названий на честь литовського художника й композитора, яким захоплювався та якому також присвятив кілька своїх віршів.
Ще на початку 1950-х років, до настання відлиги, Соколов дійшов переконання в безглуздості соціалістичного реалізму як єдиного дозволеного напряму розвитку культури. Вирішальним чинником у формуванні його естетичних і світоглядних орієнтирів стало спілкування з професором Теофілом Фраєрманом. У 1950-х роках, попри заборону викладати, Фраєрман продовжував приймати учнів удома, і Соколов щодня відвідував його для розмов про мистецтво, вбираючи в себе дух свободи та глибини культури. Соколов був одним із перших радянських абстракціоністів в Одесі, але його інтереси охоплювали також символізм і модерн, зокрема в еротичних серіях 1950–1960-х років. У другій половині 1960-х його експресивні композиції поступаються місцем геометричним формам — квадратам, трикутникам і колам, які він компонув у стилі оп-арту під впливом Віктора Вазарелі.
Його творчий шлях умовно поділяють на п'ять етапів:
- 1930—1950 — період формування, навчання, роботи в академічній манері;
- 1950—1960 — пошук індивідуального стилю, розвиток техніки монотипії, експерименти з тушшю та гуашшю;
- 1960—1970 — експерименти з геометричною абстракцією, перехід до оп-арту, створення клубу «Колір, музика, слово»;
- 1970—1980 — інтенсивне використання барвомузики, аплікації, елементів космізму, робота в жанрі «ізопоезії»;
- 1980—1990 — період синтезу всіх мистецьких прийомів, злиття кольору, музичного ритму і духовних категорій у композиціях.

Значне місце в його творчості займала синестезія (коли звукам відповідають відтінки): він вважав колір носієм духовної матерії, поєднував композиції з музичними ритмами та поетичними образами. Надихався творами Баха, Шуберта, Стравинського, Скрябіна. Вплив на його світогляд мали ідеї Кандинського, Малевича, Штайнера та Вернадського. Особливістю Соколова було психологічне трактування форми та кольору, інтуїтивне поєднання музичних тем із живописною гамою. Його абстрактні композиції часто називалися на честь музичних творів і піддавалися аналітичному дослідженню щодо відповідності ритму та кольору. Наприклад, для вираження могутності музики Скрябіна використовував темні хвилі чорного, фіолетового й синього кольорів, а для тонких душевних вібрацій — м'яку гру плям та ліній.
Окрему увагу у творчості Соколова посідає тематика кібернетики, космосу, наукових відкриттів, яка поєднувала технократичні уявлення радянської доби з глибокою духовністю. Його зацікавлення так званим «космізмом», властивим радянській культурі 1960-х років, виражалося не в утопічному запереченні реальності, а в прагненні естетично осмислити технічний прогрес як прояв одухотвореного пошуку. Для Соколова космічні образи стали метафорою духовного виходу за межі буденного, ідеєю інтелектуального та емоційного розширення, що існувала паралельно з офіційною риторикою радянської науково-технічної експансії.
У своїй техніці художник часто використовував аплікацію з паперу та картону, поєднуючи її з гуашшю, тушшю або аквареллю. Роботи оформлювалися за допомогою паспарту, що створювало ефект глибини шляхом подвійного чи потрійного обрамлення. Часто додатково використовувалося скло, зафіксоване дерев'яними елементами, прикріпленими до внутрішньої рами. На поверхні паспарту Соколов розміщував дрібні графічні фрагменти — геометричні фігури, стилізовані квіти, текстові написи, серед яких траплялися цитати з поезії Осипа Мандельштама або Стефана Малларме.

## Літературна творчість
Літературний доробок Олега Соколова становить окрему й малодосліджену частину його спадщини. Поезією він почав займатися ще в юності, у середині 1930-х років, і писав вірші протягом усього життя. Сучасники відзначали, що для багатьох його поезія не поступалася, а іноді навіть переважала за глибиною його художній доробок. Свої тексти Соколов об'єднував у рукописні збірки, зокрема: рос. «Железные цветы» (1937—1945), рос. «Горечь позднего мёда» (1971—1973), рос. «Красные корни» (1974—1989), рос. «Серебряный бор» (1975), рос. «Световая соната» (1971), рос. «Точка над И» (1969), рос. «Безымянный», рос. «Наговор» (1972). Багато з них мають виразний антирадянський, екзистенційний або релігійний характер, торкаються тем війни, внутрішньої еміграції та самотності.

### Поеми та ранні вірші
Серед перших значущих текстів — поема рос. «Лермонтов в Пятигорске» (1937—1941) і фронтова поема рос. «Последний дворянин», над якою Соколов працював у 1944 році. Вірш рос. «Тост» (1944) має виразну антивоєнну й антисталінську спрямованість. У вірші рос. «Одесса» він змальовує атмосферу занепаду та втрати віри в майбутнє. Пізніше з'являється рос. «Родной город» — поетична присвята Одесі, написана з ностальгією й болем.

### Поезії про мистецтво
Соколов присвячував вірші художникам і композиторам, серед яких Рафаель, Леонардо да Вінчі, Врубель, Матісс, Гоген, Сезанн, а також його вчитель Теофіл Фраєрман. У збірці рос. «Серебряный бор» містяться вірші рос. «Серебряный бор», рос. «Врубель», рос. «На выставки импрессионистов». Окремі поезії присвячені творчості Пастернака, Мандельштама, Лорки, Вітмена, Нечерди, Окуджави. Особливе місце в його поезії посідає постать Мікалоюса Чюрльоніса — литовського композитора й художника, якому Соколов присвятив не лише вірші, а й заснував клуб «Колір, музика, слово» його імені.

### Поетичні підписи до художніх творів
Сотні його художніх робіт супроводжуються авторськими поетичними підписами. Це короткі вірші, афористичні строфи або цитати з Пастернака, Мандельштама, Лорки, Ахмадуліної тощо. Деякі графічні аркуші були пізніше ним переосмислені й повторно підписані — іноді з інтервалом у десятиліття. Так, одна з робіт 1959 року, спочатку названа «Кошмар», у 1988 році отримала нову назву «Жовтий ангел» із доданим віршем. Один з найвідоміших поетичних підписів звучить так:

| «Я математик». Норберт Винер Пришёл. Кругом царил застой. А я художник. Сила – в синей И обречённость в золотой. |
| |

### Абсурдистська драматургія
Протягом десятиліть Соколов створював абсурдистську п'єсу, що нараховує близько 200 дій, кожна з яких записане в окремому зошиті. Тематично вона присвячена радянському абсурду, бюрократії, фальші офіційної риторики. Серед назв дій: рос. «Великий учитель», рос. «Марш “Красной субботы”», рос. «Что творится на душе». Тексти поєднують фрагменти з газет, колажі, візуальні елементи та сатиричну прозу. Рукописний збірник рос. «Красные корни» містить антирадянську абсурдистську п'єсу рос. «Комсомольцы 20-х годов».

### Публікації
Попри репресивну атмосферу, кілька віршів Соколова було опубліковано за життя, зокрема у газеті «Вечерняя Одесса». Найвідомішим став вірш рос. «Дон-Кихоты нужны», присвячений Булату Окуджаві. Більшість його літературної спадщини збереглася в рукописах і артбуках. Вона охоплює десятки років і є важливим свідченням епохи внутрішнього спротиву, художньої свободи й особистої чесності.

## Артбуки
Важливою частиною спадщини Олега Соколова є також авторські артбуки — здебільшого це тонкі радянські зошити або блокноти в жорстких обкладинках, наповнені віршами, текстами та колажами. У цих роботах зустрічаються як власні поетичні тексти художника, так і вірші улюблених поетів, вирізки з газет, візуальні алюзії, які вступають у полеміку з риторикою соцреалізму та ідеологією радянської епохи. Прикладами є збірки рос. «Славянские хокку» (1972—1974), рос. «Наговор» (1972), рос. «Безымянный» та інші. Його терцети з циклу рос. «Славянские хокку» висміюють бюрократію, офіційне мистецтво, табуйовану радянську дійсність. Частина поезії має форму політичного гротеску, наприклад:

| Советский искусствовед С татуировкой «Слава КПСС». «Спасибо, что закрыли дверь!» |
|                                                                                  |

## Виставки
До 1955 року окремі мініатюри Соколова, переважно ілюстрації до казок у дусі «Світу мистецтва», іноді приймали на обласні виставки як «прохідні» роботи. Однак наблизитися до вступу в Спілку художників йому не дозволяли, вважаючи його «відступником». У 1956 році відбулася його перша відкрита виставка у залі Спілки письменників. Вона викликала негативну реакцію офіційної критики, що звинувачувала художника у формалізмі й сюрреалізмі. Відтоді його творчість довгі роки залишалася поза межами офіційного визнання.
|                                                    | У полоні глибоких оман перебуває одеський художник О. Соколов, який виражає у творчості принципову незгоду з шляхом соціалістичного реалізму. Заперечуючи цей метод, художник протиставляє йому, по суті, суб'єктивістське та формалістичне мистецтво, зокрема сюрреалізм. Прагнучи бути будь-що не схожим на інших, ганяючись за хибно зрозумілою новизною і оригінальністю, підкоряючись капризам фантазії, він майже не визнає реальної дійсності. Хто зрозуміє таке мистецтво, кому потрібна така „новизна“ та „оригінальність“, крім естетів та пересічних людей? Народу, більшості, вона принаймні не потрібна |
| — Ф. Шапочников, Прапор комунізму (28 жовтня 1956) | |

Соколов влаштовував неофіційні «квартирні виставки» у власному помешканні, які стали важливою частиною одеського нонконформістського мистецтва. Особливу популярність мали так звані «Соколівські середи» — щотижневі зустрічі, під час яких у квартирі митця збиралися художники, музиканти, студенти, викладачі й усі охочі поспілкуватися про мистецтво, переглянути роботи, послухати джазові платівки або погортати мистецькі альбоми. Ці зустрічі були однією з небагатьох альтернатив офіційній радянській культурі й сприяли поширенню знань про сучасне мистецтво в Одесі.

## Громадянська позиція
Соколов був відомий своїм громадянським темпераментом: створив антисталінську фреску у власній квартирі, протестував проти знесення Одеської кірхи, публічно виступав проти проявів антисемітизму.

## Вибрані твори
Серед найхарактерніших творів Соколова — роботи, що поєднують наукову тематику та інтуїтивні експерименти. У серіях «Тектологія Богданова» (1973), «Наукова поезія» (1973), «Дух природи» (1974), «Жовте, червоне, синє» (1976), «Прелюдія до математики» (1978) митець розмірковує над ідеями розширення простору, меж людського пізнання та взаємодії між наукою і мистецтвом.
У низці графічних робіт Соколов звертався до історичних і філософських тем — зокрема, «Плач доктора Фауста» та "«Філософія контрреволюції (чиста совість кольору)» (1979—1985). Інший напрям його творчості становлять спроби візуалізувати поетичну форму й структуру тексту, як у творах «Лірика Бальмонта» (1985), «Основи кольоропоетики» (1980) та «Жак Превер» (1978), де художник поєднував вербальні й зображальні елементи, досягаючи синтезу інтелектуального та емоційного.

## Спадщина та пам'ять
Творчість Соколова мала значний вплив на наступні покоління митців, зокрема на учасників одеського нонконформістського руху 1970–1980-х років. У 2019 році в Музеї сучасного мистецтва Одеси відкрито зал, присвячений художнику.
- 2009 — персональна посмертна виставка в Музеї Західного та Східного мистецтва[16].
- 2010 — фотовиставка Фелікси Ковальчик «Пам'яті Олега Соколова» у Центрі болгарської культури[17].
- 2 вересня 2019 року, до 225-річчя від заснування Одеси, на Алеї зірок відкрили нову зірку — на честь Олега Аркадійовича Соколова[7].
- 2021 році в Національному художньому музеї України (NAMU) у партнерстві з Музеєм сучасного мистецтва Одеси відбулася виставка «Колір, музика, слово», присвячена Олегу Соколову. Ця експозиція стала частиною програми «Клітина», спрямованої на дослідження маловідомих художників другої половини XX століття[13].
- 6 червня 2024 року у Музеї західного та східного мистецтва відкрилася виставка «Теофіл Фраєрман та Олег Соколов. Засновник та Послідовник»[18].